# アウトモビリ・ピニンファリーナ
アウトモービリ・ピニンファリーナ(Automobili Pininfarina)は、イタリアの自動車メーカー。ピニンファリーナの新ブランド。

## 概略
マヒンドラ&マヒンドラの傘下の企業で高性能電気自動車の開発、製造が目的で、2018年に設立された。高性能電気自動車の開発、生産に特化しており、製造設備の制約もあり、計画される年間の生産台数はそれほど多くはない。

## 車種
PF0
現在開発中の高性能電気自動車で2020年に生産を開始する予定で、価格は200万ドルから250万ドルの予定。親会社であるマヒンドラのフォーミュラE活動から、レーシングテクノロジーのフィードバックを受け、150台生産予定。